# Microchelifer dentatus
Microchelifer dentatus är en spindeldjursart som beskrevs av Volker Mahnert 1988. Microchelifer dentatus ingår i släktet Microchelifer och familjen tvåögonklokrypare. Inga underarter finns listade i Catalogue of Life.